# Џепно издање
Џепно издање, популарно познато као џепна књига је књига малог формата, величине која може да стане у џеп. Иако су књиге малог формата познате од давнина, концепт џепног издања датира из 20. века. У овом малом формату издају се књиге из различитих области, од уско стручних књига до дела тривијалне књижевности. Да би се постигао тако мали формат обично се користи тањи папир, ситнија слова и скраћивање текста: Када издавач жели да произведе џепно издање књиге, може смањити величину слова, дебљину папира и корица, али ако жели да књига остане читљива и употребљива то може чинити до одређене границе. У једном тренутку мораће да скрати сам текст, исецањем било каквих додатака или других делова који, иако можда сами по себи занимљиви, нису неопходни за главну сврху дела.

## Историја
Књиге малог формата познате су од давнина, попут Јеванђеља Светог Катберта из раног 8. века, величине свега 138 x 92 милиметра. Међутим, концепт производње посебног џепног издања, популарне џепне књиге, датира из 20. века и односи се на издање које је измењено, тако да може да стане у џеп читаоца. Четрдесетих година 20. века амерички иноватор Роберт Фер де Граф је схватио да може да промени читалачке навике људи тако што ће књиге учинити значајно мањим. У то време просечном Американцу је било изненађујуће тешко да дође до добрих романа и есејистике. У земљи је постојало само око 500 књижара и све су биле збијене у 12 већих градова, а књиге у тврдом повезу су коштале око 2,5 долара (што би у данашњој вредности износило око 40$). Де Граф је направио праву револуцију на тржишту књига када га је, у мају 1939. године, издавачка кућа Simon & Schuster подржала у намери да покрене издавачку кућу Pocket Books која ће издавати јефтине, мале књиге у меком повезу. Де Графова издавачка кућа уједно је постала и први издавач књига у меком повезу у Америци (чувене Paperback књиге).
Ова мала, џепна издања, димензија свега око 10x15 cm, по цени од само 25 центи, у потпуности су променила читалачке навике Американаца. Одједном су људи читали увек и свуда. Сарађујући са компанијама за дистрибуцију часописа, Де Граф је продавао књиге и на оним местима где никад раније нису могле да се купе – у самопослугама, апотекама и на аеродромима. У року од две године продао је 17 милиона књига. У својој књизи Two-Bit Culture историчар Кенет С. Дејвис каже: „Буквално нису могли да одговоре на потражњу. Набасали су на огроман број Американаца за које нико није знао да желе да читају.” Убрзо су и други издавачи почели да објављују џепна издања.
Џепна издања су изазвала панику у елитистичким круговима. Нека од објављених дела спадала су у ред квалитетне књижевности, али највише се продавала тривијална књижевност — мистерије, вестерни, благо прикривена порнографија, што је значило потенцијалну „поплаву шунда“ која је претила да „додатно деградира укус опште популације“, како је забринуто истакао критичар друштва Харви Свадос. Популарност џепних издања, посебно „лаке литературе”, била је толика да су потпуно уништиле тржиште рото-романа (енгл. Pulp magazine). Џепна књига је нудила садржај рото-романа по истој цени и погодније величине. Испоставило се да су критичари били у праву и да је финансијски успех џепног издања довео до извесног културног суноврата. Медијски конгломерати откупљивали су фирме које су објављивале џепна издања и намештали цене јурећи за брзом зарадом од продаје бестселера, укључујући и такве наслове као што је „101 употреба мртве мачке“. Ипак, у свом том метежу, захваљујући приступачној цени и задовољавајућем профиту, појавили су се и неки нови, специфично амерички књижевни жанрови, почев од храбрих детективских прича Микија Спилејна до интелектуалне научне фантастике Реја Бредберија.
Џепна издања и даље су уобичајена појава, али више нису толико јефтинија од књига већег формата или оних у квалитетнијем тврдом повезу. Као конкуренција појавио се нови читалачки формат — електронска књига. Мини таблети и е-читачи не само да стају у џеп, већ омогућавају да се у џеп смести читава библиотека.

### Џепна издања у Србији
На просторима бивше Југославије прва џепна издања појавила су се већ почетком 50-их година, када је Љубивоје Стефановић, пионир модерног југословенског издаваштва, иницирао оснивање библиотеке Џепна књига у издавачким кућама у Београду (БИГЗ) и Сарајеву (Свјетлост).

## Најпопуларнији типови џепних издања
Као џепна издања објављују се књиге из различитих области, од уско стручних до књижевних дела.

### Џепни романи
Џепни романи свакако спадају у најпопуларнија џепна издања, а међу њима предњачи тривијална књижевност. Оваква издања су критикована као „неприкладна за библиотечко коришћење“, уз препоруку да се „купују да би се покриле празнине када алтернатива није доступна и треба их пребацити у резервни фонд чим се укаже прилика за замену квалитетнијим“.

### Речници
Џепни речници су још једна врста књига које се популарно издају у џепном формату, као сажета издање већих, стоних речника. Џепни речник најчешће не садржи више од 75.000 одредница, са скраћеним информацијама о свакој, што у поређењу са 170.000 или више одредница у типичном стоном речнику чини џепни речник адекватним за употребу само до нивоа средње школе. Постоје мишљња да је џепни речник „скоро безвредан, осим као какав-такав водич за правопис и изговор“, али и супротни ставови према којима је џепни речник, иако не може да замени стони, „злата вредан као преносиви алат за учење“.

### Уско стручни приручници
Џепни приручници су још једна врста џепних издања која су била популарна међу професионалцима пре него што су их заменили паметни телефони. То су специјализоване референтне књиге из различитих области, од  каталога стандарда за грађевинске инжењере, до сажетака медицинских уџбеника који садрже све битне дијаграме и табеле.
- Јефтина џепна издања популарних љубавних романа
- Српско-енглески и енглеско-српски речници и џепно издање са оба речника у једној књизи
- „Нефролошки џеп” - џепни приручник за нефрологе